# Taraxacum acricorne
Taraxacum acricorne, vrsta maslačka raširenog po sjevernom Sibiru u Rusiji (Krasnojarsk, Jakutija) i Ruskom dalekom istoku (Kamčatka, Habarovski kraj, Kurili, Magadanska oblast). Vrsta je opisana 1930. u Svensk. Vet.-Akad. Handl. Ser. III. 8: NO. 2, 220.

## Sinonimi
- Taraxacum dilutum Dahlst.; Arkiv Bot., Stockh. 20: A. No. 1, 4 (1926)